# Onthophagus abreui
Onthophagus abreui är en skalbaggsart som beskrevs av Gilbert John Arrow 1931. Onthophagus abreui ingår i släktet Onthophagus och familjen bladhorningar. Inga underarter finns listade i Catalogue of Life.